# West Ridge (barco)
El West Ridge fue un buque mercante que se perdió en julio de 1883 transportando carbón entre Liverpool y Bombay. En mayo de 2018, se informó que los restos del barco se habían encontrado en 2015 durante la búsqueda del vuelo 370 de Malaysia Airlines. Un arqueólogo marítimo del Museo de Australia Occidental afirmó que las pruebas indicaban que la causa probable de la pérdida del barco fue una explosión.

## Historia
El West Ridge se construyó en Glasgow en 1869, y era una barcaza de hierro de 220 pies (67,1 m). El buque se perdió en julio de 1883 cuando se dirigía de Liverpool a Bombay con un cargamento de carbón para máquinas de vapor. Su capitán en aquel momento era John Arthurson, natural de las islas Shetland y su tripulación incluía marineros de Gran Bretaña, Escandinavia, Irlanda y Canadá. Se perdieron los 28 tripulantes. Una investigación posterior descartó un peligro común entre los carboneros, una explosión de gas procedente de los humos del carbón, como causa de la pérdida del buque, al constatar que el West Ridge estaba "particularmente bien ventilado". Entre agosto de 1878 y junio de 1886, 302 buques de matrícula británica que transportaban carbón se perdieron en el mar.

## Descubrimiento
El 19 de diciembre de 2015, los buscadores del desaparecido vuelo 370 de Malaysia Airlines descubrieron con un sonar restos del naufragio a una profundidad de 12.000 pies (4.000 m) en el lecho marino del sur del océano Índico, a 1.500 millas (2.400 km) al oeste de Australia. Después de que los arqueólogos marinos consultaran registros de navegación e informes periodísticos, determinaron que el barco era probablemente el West Ridge. El carbón recuperado en el lugar era de origen británico y las dimensiones del pecio coincidían con las del West Ridge. El buque habría desplazado entre 1.000 y 1.500 toneladas.
Ross Anderson, conservador de arqueología marítima del Museo de Australia Occidental, afirmó que la posibilidad de que el pecio fuera el Kooringa (1894) o el Lake Ontario (1897), también perdidos en la zona, era menos probable. Aunque la investigación del siniestro descartó una explosión, Anderson afirmó que "las pruebas apuntan a que el barco se hundió como consecuencia de un suceso catastrófico, como una explosión, algo habitual en el transporte de cargamentos de carbón".